# Rouvres-en-Multien
Rouvres-en-Multien è un comune francese di 477 abitanti situato nel dipartimento dell'Oise della regione dell'Alta Francia.

## Società

### Evoluzione demografica
Abitanti censiti